# Троян, Иван Иванович
Иван Иванович Троян (12 [25] февраля 1901, Таганрог, Российская Империя — лето 1944, Нанси, Франция) — участник Гражданских войн в России (на стороне Белой гвардии) и в Испании (на стороне республиканцев), герой французского Сопротивления. Расстрелян нацистами в Нанси летом 1944 г.

## Биография

### Родители
Иван Троян был третьим ребёнком в семье Ивана Степановича Трояна и Елены Никитовны, урождённой Бандаковой. Иван Степанович был рабочим на складе железных изделий купца Ильченко в Таганроге, зарабатывал 30 рублей в месяц.
Через год после рождения Ивана, умерли его отец и вторая сестра.
Елена Никитовна никогда не ходила в школу. Её учили читать и писать родственники. После смерти мужа она зарабатывала стиркой белья и уборкой домов. Елена Никитовна с детьми жила со своими родителями. Её отец, Никита Иванович Бандаков, подметал городские улицы и рубил дрова во дворах богатых людей. Её мать сидела дома и заботилась о внуках, Иване и его старшей сестре Марии. Позже Елена Никитовна научилась шить, купила в рассрочку швейную машинку и стала работать дома. Во время революции 1905 года Елена Никитовна посещала собрания рабочих, а когда её брат Иван Никитич Бандаков был арестован и пока он ждал в тюрьме в Таганроге в течение года суда, она была связной между революционными заключёнными и их товарищами на свободе. Иван Никитич отбывал наказание в Астраханской губернии, после чего он уехал в ссылку в Оренбургскую губернию. Он женился и осел там, и в 1908-1909 году забрал к себе своих родителей, дедушку и бабушку Ивана.

### Детство и юность
В 1909 году пошёл во 2ое приходское Гоголевское училище, где обучение было бесплатным. В то время Елена Никитовна работала у Димитрия и Варвары Лущевских, которым Иван очень нравился. Димитрий Лущевский был бездетным, вышедшим на пенсию чиновником. Он решил отправить Ивана в среднюю школу. Иван ходил к репетитору в течение одного года, и в 1911 году сдал экзамены в первый класс Таганрогского 8-ми-классного технического училища. Иван очень хорошо учился, хотя это и требовало больших усилий — уроки в училище продолжались с 8 утра до 5 вечера и было много домашних заданий.
В 1912 году Елена Никитовна вышла замуж за Сергея Петровича Романенко, который работал в бюро расчёта заработной платы сталелитейного завода, а позже помощником бухгалтера в банке, и зарабатывал сто рублей в месяц.
Во время летних каникул 1916 года Иван работал чертёжником на Русско-Балтийском судостроительном заводе. Летом 1917 года он работал токарем в Военно-промышленной мастерской. Летом 1918 года он зарабатывал репетиторством.

### В Добровольческой армии (1919—1920)
В 1919 году учебные занятия во всех средних учебных заведениях Таганрога закончились рано, в начале марта, и Иван, мечтая учиться в будущем на инженера-металлурга, пошёл работать в мартеновский цех металлургического завода. В конце мая того же года, уже будучи помощником плавильщика, он, как и два его товарища, ушёл добровольцем в Добровольческую армию Деникина Его зачислили на тяжёлый бронепоезд «Иоанн Калита» 2-й дивизии бронепоездов.
За время его службы бронепоезд принял участие в боевых действиях на следующих фронтах: от Пологи в Екатеринославском направлении, затем, после пребывания в резерве в Царицыне, на Полтавском направлении, позднее на направлении Курск — Орёл (город), а затем по тому же маршруту обратно: Орёл (город) — Курск — Белгород — Харьков — Изюм — Марцево (около Таганрога) — Ростов. Тяжёлый бронепоезд «Иоанн Калита» был вооружён 4,2 и 5 дюймовыми орудиями и вёл стрельбу с большого расстояния, так что Иван не видел результатов их стрельбы.
Когда Красная армия заняла Ростов, а Добровольческая армия отступила в Крым и на часть Северного Кавказа, бронепоезд был отправлен на железнодорожное патрулирование в тылу, в Кубанской области. В середине марта 1920 года, когда Красная армия заняла Северный Кавказ, Иван Троян в составе первого корпуса был эвакуирован из Новороссийска в Крым.
В Крыму, после месяца отдыха в Севастополе, Иван Троян был зачислен матросом на судно «Ростислав». На этом судне он прошёл курс мичманов военно-морского флота, провёл месяц на небольшом посыльном судне, а затем вернулся на «Ростислав». После эвакуации из Крыма их судно пришло в порт Эрегли, затем в Константинополь, а 15 декабря 1920 года оно прибыло в порт Бакар в Югославии.

### В Югославии (1920—1925)
Югославское правительство создало «колонию» в Нова Градишка для примерно 300 прибывших российских эмигрантов. Иван Троян попал в группу, которую поселили в Новска. В течение двух месяцев он, как и другие, не работал и получал государственное пособие. В феврале 1921 года он получил работу у попа в Ясеноваце. Он был дворником, убирал церковь и работал в поле до июля.
Затем он переехал в Любляну, где работал чертёжником на заводе «Звонкарь». Первого сентября он уволился с работы и пошёл на вечерние курсы горного дела при Люблянском университете, на которых готовили мастеров горного дела и маркшейдеров. Он учился на отделении маркшейдеров, получая, как и все остальные, правительственную стипендию. В октябре он поступил на Горное отделение Технического факультета Люблянского университета, но не ушёл с курса маркшейдеров. В 1922 году он сдал государственный экзамен и получил свидетельство маркшейдера. Он продолжал учиться в университете, но, поскольку на одну стипендию было все труднее прожить, в начале 1923 года он стал работать чертёжником, сначала 4 часа в день на полставки, а летом перешёл на полные 8 часов. В июле 1923 года политические и материальные трудности вынудили Ивана Трояна оставить университет, что было для него тяжёлым ударом. Он уехал в Загреб, прожил там месяц, истратил все свои сбережения, но так и не смог найти там работу. Узнав в начале сентября, что недалеко от Марибора русские строят железную дорогу Ормож-Лютомер, он пошёл туда пешком и в течение 8 дней пути питался растущими вдоль дороги яблоками, грушами и сливами.
9 сентября он начал работать на строительстве железной дороги, которую строили военные казачьи части. Платили там меньше, чем уходило на жилье и самое экономное питание. К счастью, туда прибыл молодой инженер угольных шахт, знавший Ивана по совместной учёбе. Он дал Ивану возможность поработать два месяца маркшейдером на двух небольших угольных шахтах в Ключаровцах и Иваньковцах и заработать 1500 динаров, что было внушительной суммой. Но их хватило только на покупку гражданского костюма и погашение накопившегося долга. Иван Троян нанялся на другое строительство, однако, когда в сентябре-октябре 1924 года казаки стали строить бетонный мост через реку Тиса в Тителе, он, будучи без денег, был рад возможности присоединиться к ним. Проработав месяц в Тителе, он, вместе с несколькими товарищами-казаками узнал, что есть работа на сахарном заводе в Велики-Бечкереке. Иван проработал там до июля 1925 года грузчиком на складе, получая сдельную оплату. В это время среди русских эмигрантов пошли разговоры, что во Франции можно хорошо заработать. Иван решил найти во Франции работу и продолжить там обучение в институте.

### В Сааре и во Франции (1925—1930)
Через эмигрантское акционерное предприятие «Technopomostek» он получил контракт на год на завод Хальбергерхютте в Бребахе под Саарбрюккеном и в июле 1925 года переехал в Саар. Через год он отправился в Лион во Франции, где проработал месяц на зонтичной фабрике в качестве оператора нагревательной печи для закалки проволоки, затем нашёл лучше оплачиваемую работу на Сен-Жерменской станции. Однако через две недели его уволили, поскольку у него не было французской идентификационной карты. Он проработал 3 недели на станции в Амберьё, куда нанимали иностранцев без документов, предоставляли им еду и место для сна, платили 10 франков в день, и дирекция подавала прошение в правительство на выдачу идентификационных карт. Проработав в условиях такой эксплуатации 3 недели, он вернулся в Бребах.
В Бребахе на заводе Хальбергерхютте он сразу получил прежнюю работу на складе грузчиком-машинистом и место в общежитии. Он пробыл в Бребахе до июня 1930 года. На заводе Хальбергерхютте было четыре тысячи рабочих. С мая 1930 года завод Хальбергерхютте простаивал из-за кризиса, и Иван был без работы, но получал финансовую помощь в виде талонов. 20 июня 1930 года к ним приехал чиновник с завода в Агонданже (Лотарингия) и Иван, в числе группы русских, уехал вместе с ним в Агонданж на работу по контракту на один год.

### Во Франции (1930—1936)
На заводе в Агонданже он получил работу в центральном машинном отделении в качестве смазчика оборудования и квартиру в общежитии.
В 1931 году он стал членом шахматного клуба в Ромба.
В 1932 году он обратился с ходатайством об амнистии и возвращении на родину, но в 1933 году получил отказ.
В 1935 году он вступил в Союз возвращения на Родину, был членом бюро отделения Альгранж-Аянж-Юканж-Амневиль и членом провинциального комитета этой организации. С декабря 1935 года он был членом МОПР. В 1936 году он стал членом французского профсоюза СЖТ и ФКП (ячейка Амневиль-Ромба).
На заводе в Агонданже было три тысячи рабочих. Зарплата Ивана Трояна составляла 28 франков. В июле 1936 года его уволили по настоянию Нильванжского центра русских фашистов Лотарингии. Через 3 недели он устроился на работу машинистом в лесопильном отделении завода в Ромба. До июля 1936 года он жил в общежитии в Сильванже, с июля по сентябрь в Амневиле, в сентябре-октябре в Ромба. После начала Гражданской войны в Испании он обратился в Союз возвращения на Родину с просьбой направить его в Испанию.

### В Испании (1936—1939)
Алексей Эйснер, который ехал в Испанию вместе с Иваном Трояном в одном купе поезда, писал, что Троян был загорелый, как араб, красивый, несмотря на грубоватые черты, был высоким и широкоплечим. У него было крепкое рукопожатие и он поражал своей немногословностью. Алексей Кочетков писал, что у Трояна было мясистое волевое лицо и густые чёрные брови.
28 октября 1936 года Иван Троян приехал в Испанию. Через Фигерас и Барселону он попал в центр формирования интербригад в Альбасете и пробыл там одну неделю. Поскольку он хорошо знал пулемёты Максим и Льюис, его зачислили в пулемётную роту батальона имени Тельмана в качестве наводчика пулемета. Батальон получил боевое крещение 12 ноября при штурме Серро де лос Анхелес, где Иван Троян командовал пулемётным расчётом. 1 января 1937 года его снова назначили наводчиком пулемета. 12 января он был назначен пулемётным инструктором. 20-25 января он получил звание сержанта. На Харамском фронте он выполнял обязанности ответственного по боеприпасам батальона. С 14 по 22 июня он находился в отпуске в Бенисе. 20-26 июля на Брунетском фронте он получил звание прапорщика. 18 сентября был произведён в лейтенанты. 5 апреля 1938 г. он был переведён на должность начальника боевого питания 11-й интербригады, где оставался до конца сентября 1938 г., когда иностранные добровольцы были выведены с фронтов Испанской Республики.
Иван Троян участвовал в сражениях у Мадрида, при Хараме, при Гвадалахаре, в Бельчитской и Теруэльской операциях, в Арагонском сражении и в битве на Эбро. Он не был ранен.
Кроме батальона имени Тельмана, Иван Троян служил на бронепоезде. В анкетах проверки кадров 1938 года, подписанных ответственными за кадры бронепоезда и 11-й интербригады, Иван Троян назван хорошим офицером заботящимся о своей работе, обладающим духом товарищества и хорошо знающим испанский язык, правда, политически неактивным. В других характеристиках отмечены его умеренность, большое чувство ответственности, дисциплины и чести, подчёркнуто, что он пользовался большим уважением в бригаде, был дисциплинированным, серьёзным и храбрым, что у него есть родственники в Советском Союзе и что он больше всего хочет получить возможность вернуться на родину.

### Во Франции (1939—1944)
После вывода интербригад из Испании Троян, вместе с другими интербригадовцами, был интернирован в начале февраля 1939 г. в лагере Сен Сиприен. В апреле того же года его и всех других интербригадовцев перевели в лагерь Гюрс (где он стал чемпионом лагеря по шахматам), откуда в апреле 1940 г. его в принудительном порядке направили на бельгийскую границу в составе рабочей роты рыть окопы, а в июне того же года, после подписания перемирия Франции с Германией, передали вместе с другими германскому командованию. В связи с тем, что Иван Троян являлся гражданским пленным, он был освобождён и вскоре устроился работать на ферму. В марте 1942 г. он был направлен на принудительный труд в Германию.
Ему удалось вернуться во Францию и связаться с русской группой Сопротивления, которой руководил Гастон Ларош. Ларош был уполномочен ЦК КПФ проводить работу среди советских военнопленных. В конце августа 1943 г. Гастон Ларош поручил Василию Таскину устанавливать связи с лагерями советских военнопленных и выделил ему в помощь Ивана Трояна. По заданию организации Иван Троян привёз из Дижона в Париж бежавшего из немецкого лагеря капитана Ивана Скрипая. После утверждения вышестоящей организацией, в декабре 1943 года в Париже был создан Центральный комитет советских военнопленных во Франции, куда вошли бежавшие из немецких лагерей Василий Таскин, Марк Слободинский и Иван Скрипай. Иван Троян был инструктором ЦК советских военнопленных сначала в районе Дижона, а затем в районе Нанси.
Иван Троян был смелым и инициативным подпольщиком. Кроме оказания помощи Василию Таскину, которому ЦК советских военнопленных поручил в марте 1944 года создание штаба партизанского движения на востоке Франции, Троян играл важную самостоятельную роль. Обладая глубокими аналитическими способностями, он поднимал перед руководством такие важные вопросы, как необходимость создания системы «встречных пунктов» для бегущих из лагерей советских пленных и о необходимости вести работу по разложению частей РОА, особенно тех, которые располагались вблизи лагерей. Действуя в контакте с местными подпольными коммунистическими группами, с представителями объединённого штаба французских партизанских отрядов и организацией рабочих-иммигрантов (МОИ), Троян устанавливал связи с лагерями, где находились советские военные и гражданские пленные, помогал созданию в них лагерных комитетов и обеспечивал их связь с ЦК советских военнопленных. Он писал листовки, распространял газету «Советский патриот», переправлял пленных в партизанские отряды, находил для них нелегальные квартиры, доставал продовольственные карточки, помогал в создании между-лагерных комитетов, готовил пленных к коллективному освобождению и активной борьбе.
В июне 1944 г. Иван Троян был арестован в городке Тиль. Василию Таскину об этом сообщил член французского Сопротивления, сказав, что люди видели, как в Тиле его вели фельджандармы и что на руках у него были наручники. По мнению Василия Таскина, Троян выехал туда для встречи со связными лагеря Эррувиль. Если это так, то место для встречи было выбрано крайне неудачно, поскольку с начала мая 1944 года немцы, используя труд заключённых концлагеря Тиль, спешно строили там имевший стратегическое значение подземный завод по производству компонентов для ракет Фау-1 и Фау-2. Ивана Трояна заключили в тюрьме в городе Нанси, откуда незадолго до прихода союзников он был вывезен на расстрел вместе с другими узниками. Троян погиб, никого не выдав.
18 ноября 1965 года Указом Президиума Верховного Совета СССР за мужество и отвагу, проявленные в борьбе против гитлеровской Германии Иван Иванович Троян был награждён орденом Отечественной войны 2 степени (посмертно).

### Комментарии
1. ↑  переданного из XII интербригады в XI в конце ноября — начале декабря 1936 года (Thälmann-Bataillon (нем.) // Wikipedia).
2. ↑  Main-d'œuvre immigrée («Наёмный труд иммиграции») — организация, объединявшая иммигрантов-коммунистов.
3. ↑  служащие военной полиции Вермахта.

### Использованная литература и источники
1. 1 2 3 4 5 6 7 8 9 10 11 12 13 14 15 16 17 18 19 20 21 22 23  Автобиография Ивана Трояна от 3 декабря 1937 г. // РГАСПИ ф. 545, оп. 6, д. 1555, л. 38-58. Архивировано 8 мая 2021 года.
2. 1 2 3 4 5 6 7 8 9 10 11 12 13 14 15 16 17 18  Автобиография Ивана Трояна от 12 октября 1938 г. // РГАСПИ ф. 545, оп. 6, д. 651, л. 57-58об. Архивировано 20 апреля 2021 года.
3. 1 2 3 4 5  Биографическая анкета Ивана Трояна от 21 ноября 1938 г. // РГАСПИ ф. 545, оп. 6, д. 1555, л. 33-34об. Архивировано 21 июня 2021 года.
4. 1 2 3  Эйснер А.В. Двенадцатая интернациональная: Повесть. — М.: Советский писатель, 1990. — ISBN 5265012214.
5. 1 2 3 4 5  Кочетков А.Н. Здравствуй, Франция!. — Форест Хиллс: Т&В Медиа, 2013. — ISBN 978-1-937124-10-6. Архивировано 1 марта 2017 года.
6. 1 2  Характеристика Ивана Трояна 1938 г. // РГАСПИ ф. 545, оп. 6, д. 1555, л. 37. Архивировано 21 июня 2021 года.
7. ↑  Характеристика Ивана Трояна от 1 июля 1938 г. // РГАСПИ ф. 545, оп. 6, д. 1555, л. 35. Архивировано 21 июня 2021 года.
8. ↑  Характеристика Ивана Трояна // РГАСПИ ф. 545, оп. 6, д. 1555, л. 60. Архивировано 20 апреля 2021 года.
9. ↑  Характеристика Ивана Трояна от 13 ноября 1938 г. // РГАСПИ ф. 545, оп. 6, д. 1555, л. 36-36об. Архивировано 21 июня 2021 года.
10. ↑  Характеристика Ивана Трояна // РГАСПИ ф. 545, оп. 6, д. 1555, л. 59. Архивировано 8 мая 2021 года.
11. 1 2 3 4  Кочетков А.Н. За проволокой. — Форест Хиллс: Т&В Медиа, 2013. — ISBN 978-1-937124-08-3. Архивировано 1 марта 2017 года.
12. 1 2 3 4  Тихонова З.Н. Иван Троян - герой французского Сопротивления // Вопросы истории. — 1966. — Ноябрь (№ 11). — С. 151—155.
13. 1 2 3 4 5 6 7 8  Таскин В.К. Партизанский штаб действует // О чём не говорилось в сводках. Воспоминания участников движения Сопротивления : книга. — М.: Политическая литература, 1962. — С. 414—429.
14. ↑  Шибанов Г.В. Красное знамя на улице Гренель // О чём не говорилось в сводках. Воспоминания участников движения Сопротивления : книга. — М.: Политическая литература, 1962. — С. 438—452.
15. 1 2 3  Кочетков В.А. Биография Ивана Ивановича Трояна. Иван Иванович Троян. Т&В Медиа (17 февраля 2017). Дата обращения: 5 января 2019. Архивировано 15 апреля 2021 года.
16. 1 2 3 4  Рапорт Ивана Трояна от 26 апреля 1944 г. // РГАСПИ ф. 553, оп. 1, д. 2, л. 56-59об. Архивировано 21 июня 2021 года.
17. ↑  Рапорт Ивана Трояна от 3 мая 1944 г. // РГАСПИ ф. 553, оп. 1, д. 2, л. 61-62об. Архивировано 20 апреля 2021 года.
18. 1 2  Рапорт Ивана Трояна от 6 июня 1944 г. // РГАСПИ ф. 553, оп. 1, д. 2, л. 65-65об. Архивировано 21 июня 2021 года.
19. 1 2 3 4  Рапорт Ивана Трояна от 31 мая 1944 г. // РГАСПИ ф. 553, оп. 1, д. 2, л. 63-64об. Архивировано 21 июня 2021 года.
20. ↑  Рапорт Ивана Трояна // РГАСПИ ф. 553, оп. 1, д. 2, л. 66-66об. Архивировано 20 апреля 2021 года.
21. ↑  Русские в борьбе с немцами // Советский Патриот. — Париж, 1945. — 24 августа. — С. 4. Архивировано 15 апреля 2021 года.